# Ana de Hesse-Darmstadt
Maria Ana Guilhermina Isabel Matilde de Hesse e do Reno (Bessungen, 25 de maio de 1843 — Schwerin, 16 de abril de 1865) foi a consorte e segunda esposa de Frederico Francisco II, Grão-duque de Meclemburgo-Schwerin.

## Primeiros anos
A princesa Ana de Hesse e do Reno, terceira criança e única filha do príncipe Carlos de Hesse e do Reno e da sua esposa, a princesa Isabel da Prússia, nasceu em Bessungen, no Grão-ducado de Hesse. O seu avô paterno era Luís II, grão-duque de Hesse e do Reno. A sua mãe era uma neta do rei Frederico Guilherme II da Prússia.
Ó seu irmão mais velho Luís casou-se em 1862 com a princesa Alice do Reino Unido, terceira criança e segunda filha da rainha Vitória.

## Casamento

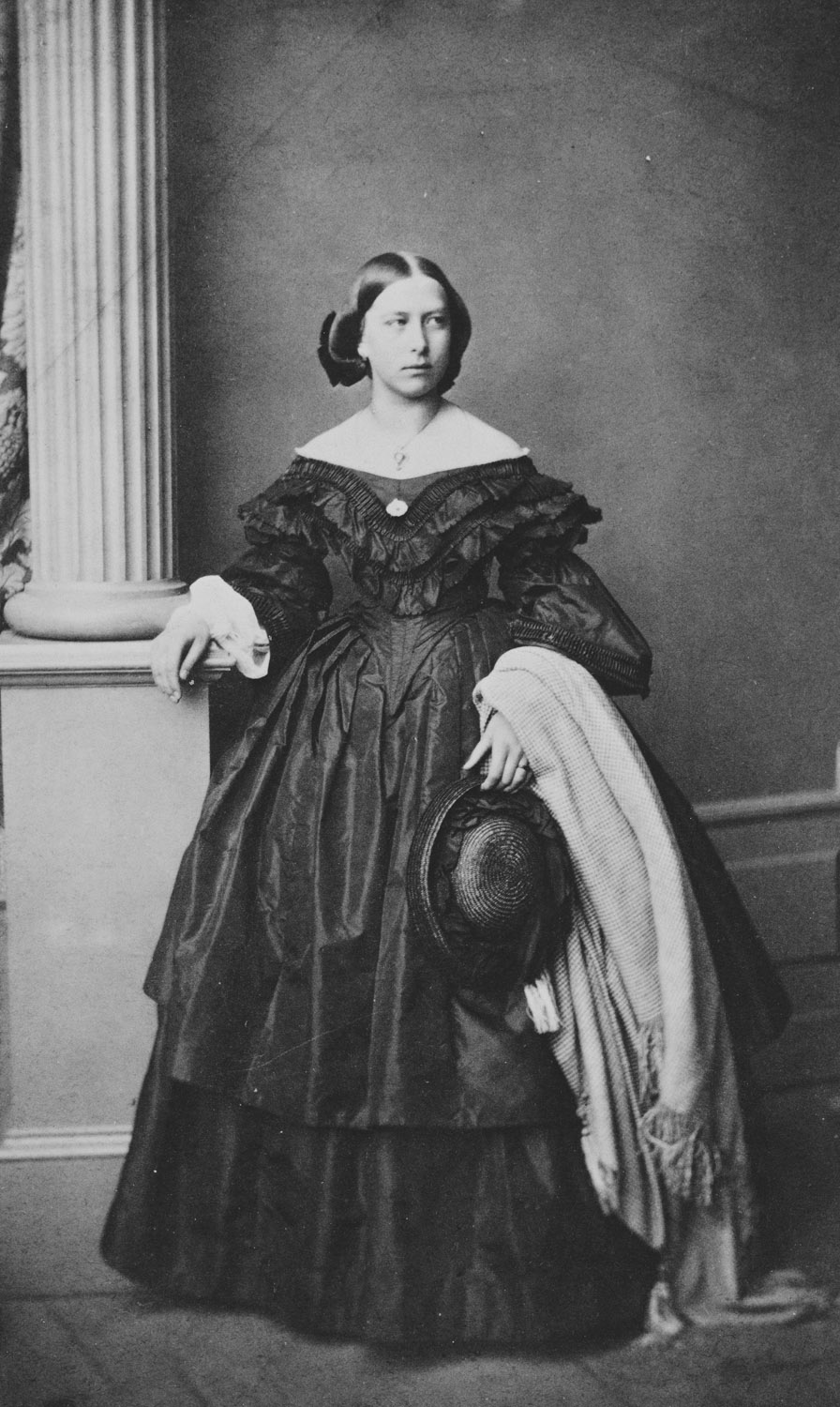
Ana em 1860

Na adolescência, Ana foi considerada para noiva do futuro rei Eduardo VII do Reino Unido (conhecido por "Bertie" na família). Enquanto a mãe dele, a rainha Vitória, foi a favor da união, a irmã mais velha de Bertie opôs-se a ela por acreditar que Ana tinha "uma convulsão perturbadora". Contudo, à medida que o tempo passava, Vitória começou a ficar cada vez mais impaciente e tentou ignorar as pistas da filha que davam Ana como pouco adequada para o papel de princesa de Gales, declarando: "Estou muito satisfeita com os relatos sobre a princesa Ana (tirando as convulsões)". No final foi escolhida a princesa Alexandra da Dinamarca.
No dia 4 de julho de 1864, Ana casou-se em Darmstadt com o grão-duque Frederico Francisco II de Meclemburgo-Schwerin, filho do grão-duque Paulo Frederico I de Meclemburgo-Schwerin. Ana foi a sua segunda esposa. A primeira, a princesa Augusta de Reuss-Köstritz, tinha morrido em 1862. Juntos tiveram uma filha:
- Duquesa Ana Isabel Augusta Alexandrina (7 de abril de 1865 - 8 de Fevereiro de 1882)

## Morte
Ana morreu de febre puerperal uma semana depois de dar à luz a sua única filha e foi enterrada na Catedral de Schwerin.